# Nikolái Bush
Nicolaĭ Adolfowitsch Busch (o Nikolaj Adolfovich Busch translitera al cirílico ruso Буш, Николай Адольфович) (29 de octubrejul./ 10 de noviembre de 1869greg. - 7 de octubre de 1941) fue un botánico, pteridólogo y explorador ruso.

## Expedición botánica al Cáucaso
Entre los años 1888 a 1890 efectuó una importante expedición botánica al Cáucaso con sus colegas Nicolai I. Kusnezow (1864-1932 ) y Aleksandr V. Fomin (1869-1935).
Parte de su enorme herbario se encuentra en la Universidad de Tartu.

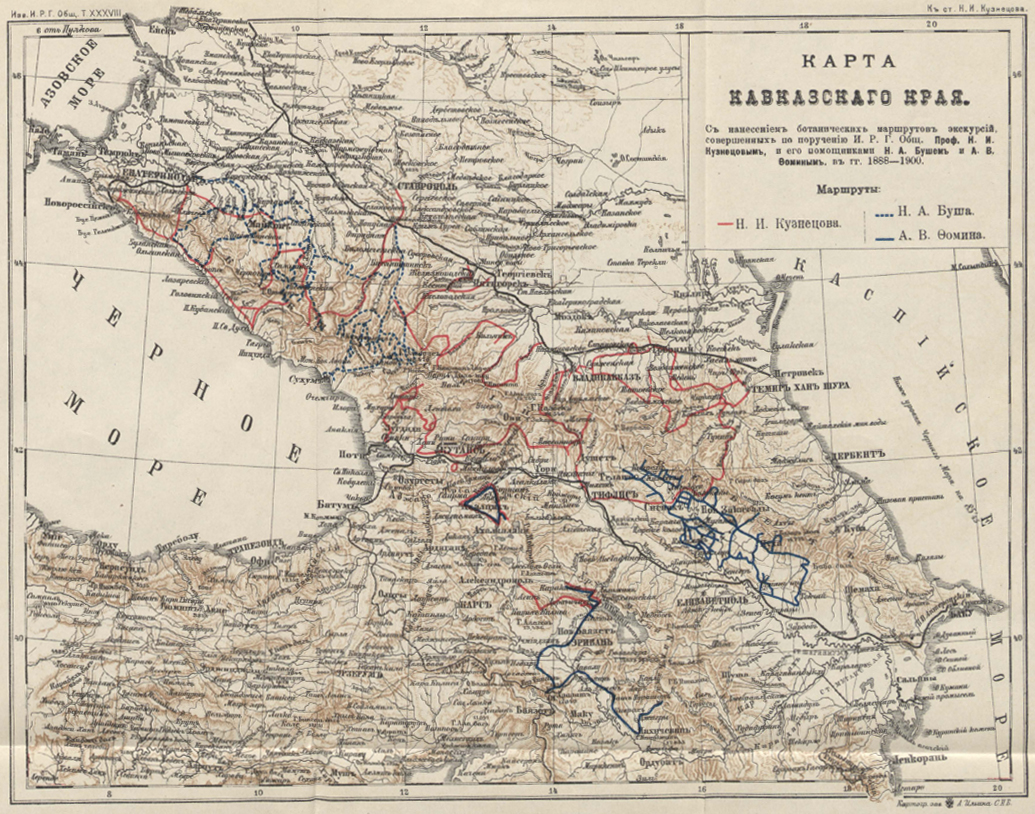
Carta del Caucaso con la ruta de la Expedición Botánica de N.I. Kuznezow (rojo), N.A. Busch (rayas azules) & A.V. Fomin (línea azul), 1888-1890.